# Kingdom Coming
"Kingdom Coming", aussi connue comme "The Year of Jubilo", est une chanson de la Guerre Civile Américaine, écrite et composée par Henry C. Work en 1862, avant la publication de la Proclamation d'Émancipation par le président américain Abraham Lincoln.
Il s'agit d'une chanson pro-unioniste, dont les paroles mentionnent les esclaves, qui célèbrent l'imminence de leur liberté, tandis que leurs maîtres confédérés sont effrayés par l'approche des forces militaires de l'Union. Les esclaves célèbrent l'imminence de leur émancipation grâce aux soldats de l'Union en buvant du cidre et du vin dans la cuisine de leur maître absent.

## Historique
Écrite pour être comprise dans le dialecte des esclaves du sud, les paroles de la chanson sont rarement entendues au cours des dernières années, mais la mélodie reste connue et est généralement jouée par un vif instrumental, comme dans le documentaire de Ken Burns, La Guerre Civile.

## Paroles
Say, darkies, hab you seen de massa, wid de muffstash on his face,
Go long de road some time dis mornin', like he gwine to leab de place?
He seen a smoke way up de ribber, whar de Linkum gunboats lay;
He took his hat, and lef' berry sudden, and I spec' he's run away!
CHORUS:
De massa run, ha, ha! De darkey stay, ho, ho!
It mus' be now de kingdom coming, an' de year ob Jubilo!
He six foot one way, two foot tudder, and he weigh tree hundred pound,
His coat so big, he couldn't pay the tailor, an' it won't go halfway round.
He drill so much dey call him Cap'n, an' he got so drefful tanned,
I spec' he try an' fool dem Yankees for to tink he's contraband.
CHORUS
De darkeys feel so lonesome libbing in de loghouse on de lawn,
Dey move dar tings into massa's parlor for to keep it while he's gone.
Dar's wine an' cider in de kitchen, an' de darkeys dey'll have some;
I s'pose dey'll all be cornfiscated when de Linkum sojers come.
CHORUS 
De obserseer he make us trouble, an' he dribe us round a spell;
We lock him up in de smokehouse cellar, wid de key trown in de well.
De whip is lost, de han'cuff broken, but de massa'll hab his pay;
He's ole enough, big enough, ought to known better dan to went an' run away.
CHORUS